# Кубок Федерації футболу СРСР
Ку́бок Федера́ції футбо́лу СРСР — клубний турнір з футболу, що проводився у СРСР в 1986 — 1990 роках під егідою Федерації футболу СРСР. Був аналогом Кубка Ліги в таких країнах, як Англія чи Франція.

## Фінали
| Рік  | Переможець    | Рахунок | Фіналіст          | Місто           |
| ---- | ------------- | ------- | ----------------- | --------------- |
| 1986 | «Дніпро»      | 2:0     | «Зеніт»           | Кишинів         |
| 1987 | «Спартак»     | 4:1     | «Металіст»        | Москва          |
| 1988 | «Кайрат»      | 4:1     | «Нефтчі»          | Кишинів         |
| 1989 | «Дніпро»      | 2:1     | «Динамо» (Мінськ) | Дніпропетровськ |
| 1990 | «Чорноморець» | 2:0     | «Дніпро»          | Одеса           |

## Статистика
1. «Дніпро» (Дніпропетровськ) — 2 перемоги (1 фінал)
2. «Спартак» (Москва) — 1 перемога
3. «Кайрат» (Алма-Ата) — 1
4. «Чорноморець» (Одеса) — 1

## Бомбардири
Список всіх гравців українських клубів, які забивали голи на турнірах кубка Федерації.
«Дніпро» (52): Микола Кудрицький (8), Олег Таран (6),  Едуард Сон (6), Антон Шох (5), Володимир Багмут (4), Василь Сторчак (4), Валентин Москвін (3), Олег Протасов (2), Володимир Лютий (2), Володимир Геращенко (2), Євген Шахов (2), Ігор Шквирін (2), Геннадій Литовченко (1), Сергій Пучков (1), Вадим Євтушенко (1), Сергій Беженар (1), Олександр Червоний (1), Сергій Художилов (1).
«Шахтар» (42): Олексій Кобозєв (9), Сергій Ященко (6), Сергій Свистун (6), Сергій Герасимець (3), Юрій Гуляєв (3), Віктор Грачов (2), Ігор Леонов (2), Сергій Підпалий (2), Андрій Ковтун (1), Анатолій Раденко (1), Володимир Юрченко (1), Сергій Ралюченко (1), Євген Драгунов (1), Олег Рідний (1), Ігор Петров (1), Андрій Канчельскіс (1), Віктор Онопко (1).
«Металіст» (39): Юрій Тарасов (11), Олександр Єней (3), Олександр Баранов (3), Ярослав Думанський (2), Ігор Якубовський (2), Леонід Буряк (2), Олександр Іванов (2), Олександр Малишенко (2), Олег Морозов (2), Дмитро Чупрін (2), Велі Касумов (1), Микола Романчук (1), Олег Бондар (1), Олександр Єсипов (1), Роман Хагба (1), Адальберт Карпонай (1), Олександр Призетко (1), Ігор Ніченко (1).
«Чорноморець» (32): Юрій Секінаєв (6), Сергій Гусєв (4), Георгій Кондратьєв (3), Іван Гецко (3), Олександр Щербаков (2), Сергій Кузнецов (2), Олександр Никифоров (2), 
Володимир Плоскина (1), Ігор Юрченко (1), Олександр Гущин (1), Геннадій Перепаденко (1), Олег Імреков (1), Сергій Зірченко (1), Юрій Никифоров (1), Ілля Цимбалар (1), Ігор Савельєв (1), Олександр Спіцин (3, 1).
«Динамо» К (21): Олег Блохін (4), Вадим Каратаєв (2), Вадим Євтушенко (2), Андрій Канчельскіс (2), Сергій Процюк (1), Андрій Баль (1), Віктор Мороз (1), Сергій Заєць (1), Анатолій Дем'яненко (1), Іван Яремчук (1), Олексій Михайличенко (1), Олександр Заваров (1), Сергій Погодін (1), Михайло Стельмах (1).